# 교황 마르코
교황 마르코(라틴어: Marcus, 이탈리아어: Marco)는 제34대 교황(재위: 336년 1월 18일 - 336년 10월 7일)이다. 사후 기독교의 성인으로 시성되었으며, 축일은 10월 7일이다.
그의 초기 생애에 대해서는 거의 알려진 바가 없다. 《교황 연대표》에 따르면, 마르코는 로마인으로서 그의 아버지는 프리스쿠스라고 한다. 일부 출처에 의하면, 책자 형태로 묶은 형태로 된 것으로 알려진 초창기 《주교 사망록》(Depositio episcoporum)과 《순교자 목록》(Depositio martyrum)은 바로 마르코가 교황으로 재직하던 시기에 작성되기 시작했다고 전해진다.
《교황 연대표》에 따르면, 교황 마르코는 앞으로 새로 선출된 교황은 착좌식 때 오스티아의 주교로부터 직접 팔리움을 수여받음과 함께 축성받아야 한다는 칙령을 반포하였다. 성 아우구스티노는 “세 명의 주교가 로마의 주교를 축성해야 하는데, 그 가운데 첫째가 오스티아의 주교이다.”라고 하였다. 그러나 기독교에서 팔리움을 본격적으로 사용한 것은 5세기 중엽부터였다. 교황 마르코는 또한 콘스탄티누스 대제로부터 기증받은 영지 위에 산 마르코 성당을 세우고 발비나 카타콤바 위에는 기념 성당을 세웠다.
마르코는 자연사하였으며, 시신은 발비나 카타콤바에 매장되었다. 그러다가 1048년 그의 유해는 발레트리 시로 이장되었으며, 1145년에 다시 로마의 산 마르코 성당으로 이장되어 성당 제대 밑 유골함에 안치되었다.

## 같이 보기
- 교황 목록